# Sortie technique
La sortie technique est un procédé consistant à sortir un film dans un nombre de salles limitées à la suite d'un échec dans le pays d'origine, généralement les États-Unis.

La majorité du temps, ces films sortent à Paris dans une poignée de salles et pendant un temps très court.

Ce procédé est utilisé par les distributeurs afin de permettre de vendre le film lors de leur sortie DVD en tant que film de cinéma et pas simplement en tant que direct-to-video, beaucoup moins porteur en termes de ventes.

D'autre part, le prix de vente pour la diffusion télévisée est beaucoup plus élevé.

## Exemples
On peut noter comme exemple de sortie technique le film Votre Majesté sorti dans une seule salle de cinéma en France à la suite d'un échec au box-office.

En 2012, The Big Year sort dans 10 salles et cumule 311 entrées au box office.

À nouveau en 2012, les films Les Trois Corniauds et Margaret « bénéficient » d'une sortie technique.